# Тајгервил (Јужна Каролина)
Тајгервил (енгл. Tigerville) насељено је место без административног статуса у америчкој савезној држави Јужна Каролина.

## Демографија
По попису из 2010. године број становника је 1.312.
| Група             | 2000.    | 2010.         |
| Белци             | 0 (0,0%) | 1.136 (86,6%) |
| Афроамериканци    | 0 (0,0%) | 105 (8,0%)    |
| Азијати           | 0 (0,0%) | 6 (0,5%)      |
| Хиспаноамериканци | 0 (0,0%) | 18 (1,4%)     |
| Укупно            | 0        | 1.312         |